# Пушкарёв, Сергей Филиппович
Сергей Филиппович Пушкарёв (7 [20] ноября 1902, Любицкое, Самарская губерния — 8 сентября 1976, Минск) — советский военный деятель, генерал-майор танковых войск. Герой Советского Союза.

## Биография
Родился 7 (20) ноября 1902 года в селе Любицкое (ныне Пугачёвского района Саратовской области). Окончил школу второй ступени.
В мае 1924 года был призван в ряды РККА. С окончанием в 1925 году полковой школы служил на должностях командира отделения, помощника командира взвода сверхсрочной службы, старшины полковой школы, командира стрелкового и учебного взводов 6-го стрелкового полка (2-я стрелковая дивизия).
В 1932 году окончил курсы при Объединённой военной школе имени ВЦИК в Москве, после чего служил в том же полку на должностях командира стрелковой роты, командира и политрука роты учебного батальона.
С января 1936 года служил на должности начальника штаба учебного батальона и начальника полковой школы 5-го стрелкового полка 2-й стрелковой дивизии, с января 1939 года — на должности командира батальона 39-го стрелкового полка.
В декабре 1939 года был назначен на должность преподавателя, помощника командира батальона и помощника начальника учебного отдела Минского пехотного училища, переименованного в апреле 1941 года в танковое училище.
С началом Великой Отечественной войны находился на той же должности, участвовал в эвакуации училища. В июле 1941 года был назначен на должность помощника начальника учебного отдела 2-го Ульяновского танкового училища имени М. И. Калинина.
Принимал участие в боях на фронтах Великой Отечественной войны с июля 1942 года с назначением на должность начальника штаба 213-й отдельной танковой бригады (20-я армия, Западный фронт). Принимал участие в Ржевско-Сычёвской операции и операции «Марс».
В 1943 году окончил ускоренные академические курсы при Военной академии бронетанковых и механизированных войск РККА имени И. В. Сталина.
В марте 1943 года был назначен на должность командира 39-го отдельного танкового полка (38-я армия). Участвовал в Белгородско-Харьковской операции и битве за Днепр. Отличился при форсировании Десны и Днепра, удержании Лютежского плацдарма и освобождении Киева. В боях был контужен.
Указом Президиума Верховного Совета СССР «О присвоении звания Героя Советского Союза генералам, офицерскому, сержантскому и рядовому составу Красной Армии» от 10 января 1944 года за «образцовое выполнение боевых заданий командования на фронте борьбы с немецко-фашистскими захватчиками и проявленные при этом отвагу и геройство» удостоен звания Героя Советского Союза с вручением ордена Ленина и медали «Золотая Звезда» (№ 2624).
С декабря 1943 года командовал 150-й отдельной танковой бригадой. Участвовал в Житомирско-Бердичевской, Ровно-Луцкой, Проскуровско-Черновицкой, Львовско-Сандомирской, Сандомирско-Силезской и Верхнесилезской операциях, а осенью 1944 года — в боях на Сандомирском плацдарме.
28 апреля 1945 года принял в командование 6-м гвардейским механизированным Львовским ордена Ленина Краснознамённым ордена Суворова корпусом (4-я гвардейская танковая армия, 1-й Украинский фронт, комкор гвардии полковник Орлов, Василий Фёдорович скончался от ран 18 марта 1945).
С прославленным корпусом участвовал в Берлинской и Пражской операциях, отличился в окружении немецкой группировки в Берлине.
За время войны был десять раз упомянут в благодарственных приказах Верховного Главнокомандующего.

Могила Пушкарёва на Восточном кладбище Минска

27 июня 1945 года ему было присвоено звание «Генерал-майор танковых войск».
С 20 июня 1945 по октябрь 1945 года командовал 6-й гвардейской механизированной дивизией (Центральная группа войск), а после её преобразования в октябре 1946 года — 6-м гвардейским отдельным кадровым механизированным полком.
С августа 1948 года по май 1949 года служил на должности заместителя командира 4-й гвардейской отдельной танковой дивизии (Группа советских войск в Германии).
В 1950 году окончил Высшие академические курсы при Высшей военной академии имени К. Е. Ворошилова.
С августа 1950 года работал на должности начальника Ульяновского гвардейского танкового училища имени В. И. Ленина.
В феврале 1960 года вышел в отставку, после чего жил в Минске. Умер 8 сентября 1976 года. Похоронен на Восточном (Московском) кладбище.

## Награды
- Медаль «Золотая Звезда»;
- два ордена Ленина (1944, 1949);
- три ордена Красного Знамени (1943, 1944, 1954);
- орден Суворова 2 степени (1944);
- орден Кутузова 2 степени (1945);
- медали;
- орден «Крест Грюнвальда» 3 степени (ПНР);
- орден «Virtuti Militari» 3 степени (ПНР);
- медаль «За Одру, Нису и Балтику» (ПНР);
- два ордена «Военный крест 1939 года» (ЧССР);
- Дукельская памятная медаль (ЧССР).

## Память
- Имя Героя высечено золотыми буквами в зале Славы Центрального музея Великой Отечественной войны в Парке Победы города Москвы.
- На Восточном (Московском) кладбище Минска на могиле установлен надгробный памятник.
- Мемориальная доска в память о Пушкарёве установлена Российским военно-историческим обществом на здании Любицкой средней школы, где он учился.
- Имя Героя высечено на мемориальной доске у Обелиска «30 лет Победы» (Ульяновск).

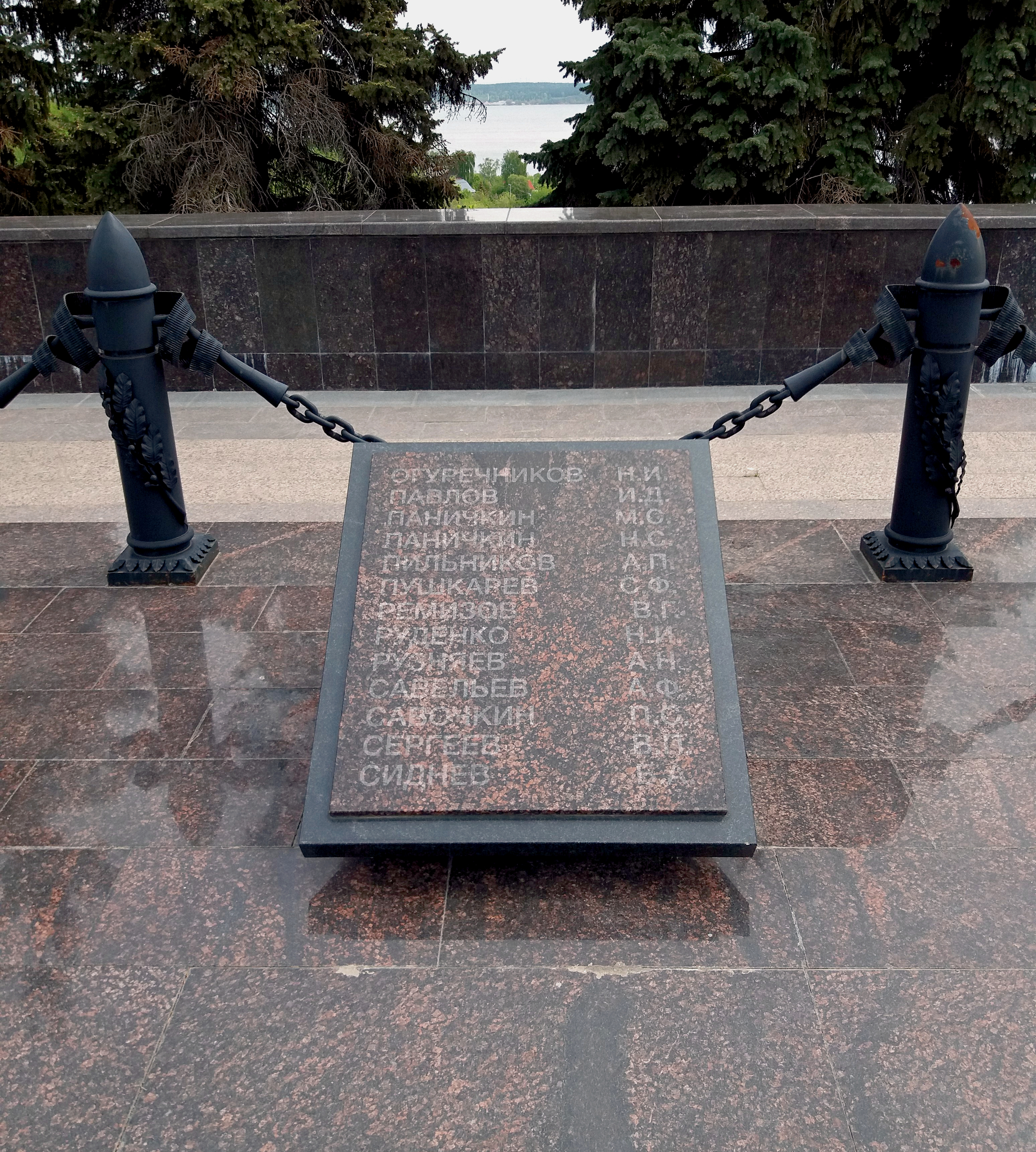
Мемориальные доски с именами Героев (Ульяновск).